# Campeonato Baiano 1908
In 1908 werd het vierde Campeonato Baiano gespeeld voor voetbalclubs uit de Braziliaanse staat Bahia. De competitie werd gespeeld van 7 juni tot 9 augustus. Vitória werd kampioen. 

## Wedstrijden
| Data       | Thuisploeg    | Uitslag | Uitploeg      |
| ---------- | ------------- | ------- | ------------- |
| 7 juni     | Vitória       | WO – 0  | São Salvador  |
| 14 juni    | Santos Dumont | 1 – 2   | Vitória       |
| 20 juni    | São Salvador  | 0 – 4   | Santos Dumont |
| 12 juli    | Vitória       | 1 – 0   | São Salvador  |
| 26 juli    | Santos Dumont | 0 – 2   | Vitória       |
| 9 augustus | São Salvador  | 0 – WO  | Santos Dumont |

## Eindstand
| Plaats | Club          | Wed. | W | G | V | Saldo | Ptn. |
| ------ | ------------- | ---- | - | - | - | ----- | ---- |
| 1.     | Vitória       | 4    | 4 | 0 | 0 | 6:1   | 8    |
| 2.     | Santos Dumont | 4    | 2 | 0 | 2 | 6:4   | 4    |
| 3.     | São Salvador  | 4    | 0 | 0 | 4 | 0:7   | 0    |

|  | Kampioen |

## Kampioen
| Campeonato Baiano de 1908 |
| ------------------------- |
| VITÓRIA 1º Titel          |